# Wojna mintajowa
Wojna mintajowa – incydenty pomiędzy okrętami wojennymi Marynarki Wojennej Federacji Rosyjskiej i statkami rybackimi obcych bander, które miały miejsce w latach 1991–1997 na Morzu Ochockim.
Konflikt dotyczył roszczeń Rosji do wyłącznej strefy ekonomicznej na Morzu Ochockim i niewpuszczaniu na akwen statków rybackich z: Chin, Japonii, Korei Południowej, Panamy, Tajwanu, Łotwy, Litwy, Estonii, Ukrainy i Polski, które poławiały mintaja.